# Ronneburgita
La ronneburgita és un mineral de la classe dels fosfats. Rep el seu nom del dipòsit d'urani de Ronneburg, a Gera, Alemanya, la seva localitat tipus.

## Característiques
La ronneburgita és un fosfat de fórmula química K₂MnV₄O₁₂. Va ser aprovada com a espècie vàlida per l'Associació Mineralògica Internacional l'any 1998. Cristal·litza en el sistema monoclínic. La seva duresa a l'escala de Mohs és 3.
Segons la classificació de Nickel-Strunz, la ronneburgita pertany a «08.AC: Fosfats, etc. sense anions addicionals, sense H₂O, amb cations de mida mitjana i gran» juntament amb els següents minerals: howardevansita, al·luaudita, arseniopleïta, caryinita, ferroal·luaudita, hagendorfita, johil·lerita, maghagendorfita, nickenichita, varulita, ferrohagendorfita, bradaczekita, yazganita, groatita, bobfergusonita, ferrowyl·lieïta, qingheiïta, rosemaryita, wyl·lieïta, ferrorosemaryita, qingheiïta-(Fe2+), manitobaïta, marićita, berzeliïta, manganberzeliïta, palenzonaïta, schäferita, brianita, vitusita-(Ce), olgita, barioolgita, whitlockita, estronciowhitlockita, merrillita, tuïta, ferromerrillita, bobdownsita, chladniïta, fil·lowita, johnsomervilleïta, galileiïta, stornesita-(Y), xenofil·lita, harrisonita, kosnarita, panethita, stanfieldita, tillmannsita i filatovita.

## Formació i jaciments
Va ser descoberta a l'abocador de Lichtenberg Absetzer del dipòsit d'urani de Ronneburg, a la localitat de Gera, Turíngia (Alemanya). Es tracta de l'únic indret on ha estat trobada aquesta espècie mineral.